# Stacy D. VanDeveer
Stacy D. VanDeveer (nacido en 1967) es un profesor estadounidense de las relaciones internacionales. Es el presidente del Departamento de Ciencias Políticas y profesor de Ciencias Políticas en la Universidad de New Hampshire. [1] También trabaja como profesor la Escuela de Extensión de Harvard y la Escuela de Verano de Harvard, y ha sido un asociado de la Escuela de Gobierno John F. Kennedy de la Universidad de Harvard, la Universidad de Brown, la Universidad de Massachusetts, y la Programa de Londres de la Universidad de New Hampshire. [2] VanDeveer es también autor y coautor de más de 90 artículos, capítulos de libros, informes y seis libros coeditados en sus especialidades. Sus intereses de investigación incluyen las relaciones internacionales, la política comparada, la legislación sobre la homosexualidad en el mundo, la política del UE, la degradación humanitaria y las conexiones entre el medioambiente y la seguridad.

## Juventud, educación y vida privada
VanDeveer nació en 1967 en Chillicothe, Illinois y asistió al II Liceo de Valle Central. Obtuvo una licenciatura en Ciencia Política / Relaciones Internacionales y Literatura Occidental de la Universidad de Illinois (1985-1990), una maestría de la Universidad de Maryland (1994) y un doctorado en Ciencia Política / Relaciones Internacionales de la Universidad de Harvard (1990-97 ). [3] Más tarde se convirtió en un investigador posdoctoral para el Centro Belfer para la Ciencia y Asuntos Internacionales de la Escuela de Gobierno John F. Kennedy de la Universidad de Harvard. [4]
Está casado (desde 2012) y vive en Boston, Massachusetts.

## Carrera
Vandeveer trabajó como profesor asociado en la Universidad de New Hampshire (2004 -2013) y como profesor y presidente del Departamento en la misma institución (2013 - presente) y ha enseñado cursos en la Escuela de Extensión de Harvard y la Escuela de Verano de Harvard [5]. También ha sido becario para el Escuela de Gobierno John F. Kennedy, la Universidad de Brown, la Universidad de Massachusetts, y UNH Programa de Londres de la Universidad de Harvard. [6]
Él ha recibido financiación de la investigación de la Unión Europea, la Fundación Nacional de Ciencia de los Estados Unidos, la Embajada de los Estados Unidos en Canadá, la Fundación Sueca para la Investigación Ambiental Estratégica (MISTRA), entre otras entidades. [7] También ha informado a la Casa Blanca, Woodrow Wilson Programa de Seguridad Cambio Ambiental del Centro y, entre otros. [8]